# Teliucu Superior, Hunedoara
Teliucu Superior este un sat în comuna Teliucu Inferior din județul Hunedoara, Transilvania, România.